# Semiosfera
A semiosfera é o campo da semiose na qual os processos de signos operam no conjunto de todos os ambientes interconectados. O conceito foi cunhado por Yuri Lotman em 1982 e foi expandido para muitos campos, incluindo os da semiótica cultural, biosemiótica, zoossemiótica, geossemiótica, etc. O conceito é tratado mais detalhadamente na coleção de escritos de Lotman, publicados sob o título Universo da mente: uma teoria semiótica da cultura.